# Bankgirocentrale
De NV Bankgirocentrale (uitspraakⓘ, afgekort BGC) werd in 1967 opgericht door de gezamenlijke Nederlandse banken om interbancair verkeer te vereenvoudigen. Het maken van een banktransactie moest gemakkelijker, veiliger en controleerbaar worden. In 1970 werd een computersysteem in bedrijf genomen voor het verwerken van betalingen, in een speciaal daarvoor gebouwd pand in Amsterdam. De Bankgirocentrale heeft een grote rol gespeeld bij de introductie in Nederland van acceptgirokaarten en de PIN-pas.

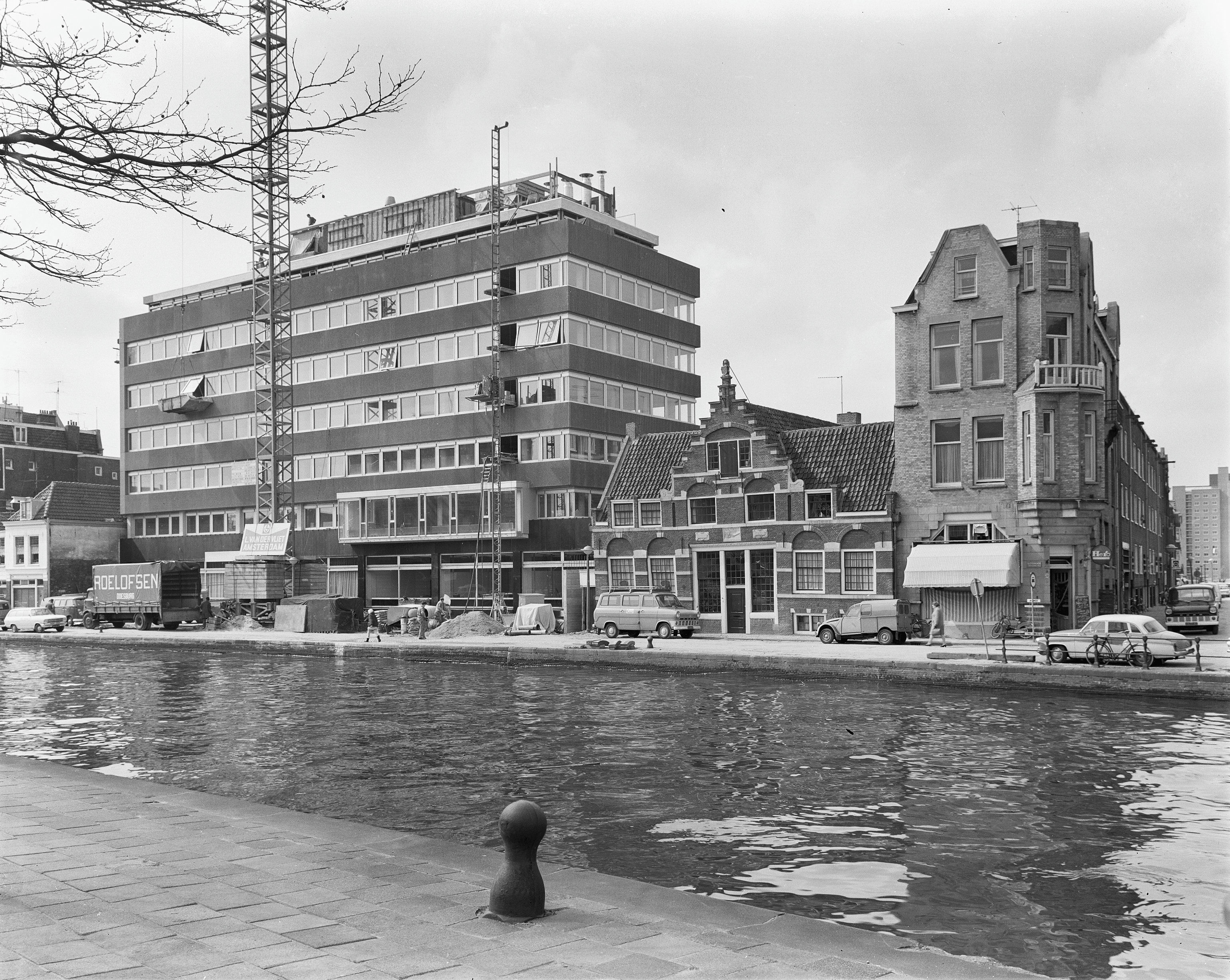
Gebouw aan Sloterkade 22, bijna klaar, in 1970

De Bankgirocentrale is een voorbeeld geweest voor andere Europese landen. De manier van verwerking en de methodes van beveiliging zijn tot op de dag van vandaag actueel. Bijna alle banken in Europa volgen de principes van de Bankgirocentrale.
De Bankgirocentrale was voor de Nederlandse banken ook een centraal verwerkingscentrum. Miljoenen banktransacties zijn in de loop der jaren verwerkt. Hiermee was de Bankgirocentrale zijn tijd ver vooruit als het gaat om 'hosting'. De Bankgirocentrale was feitelijk een provider voor de nationale banken.
Na de vestiging in twee gebouwen aan de Sloterkade (nummers 22 en 133) in Amsterdam werd Leusden gekozen als tweede vestiging. Een paar jaar later werd ook een vestiging geopend in Amsterdam Zuid-Oost.
In 1994 ging de Bankgirocentrale samen met BeaNet en Eurocard Nederland op in Interpay Nederland, dat alleen de gebouwen in Amsterdam-Zuidoost en Leusden gebruikte.